# ویژوال کی
ویژوال کی (ژاپنی: ヴィジュアル系 or ビジュアル系 هپبورن: Vijuaru kei or Bijuaru kei, ت.ت. "Visual Style") یا به اختصار وی-کی (V系 Bui kei) گفته می‌شود، دسته‌ای از نوازندگان ژاپنی می‌باشد که تمرکز زیادی بر روی لباس‌های عجیب و غریب روی صحنه دارند که در اوایل دهه ۱۹۹۰ در ژاپن ایجاد شد.